# منحة السفر (رواية)
منحة السفر (بالفرنسية: Bourses de voyage)‏، (بالإنجليزية: Travel Scholarships)‏ هي رواية من تأليف الروائي جول فيرن صدرت عام 1903. وهي جزء من سلسلة «رحلات غير عادية».